# Skrzydłowarg nadbrzeżny
Skrzydłowarg nadbrzeżny (Pterinochilus simoni) – gatunek pająka z rodziny ptasznikowatych. Zamieszkuje zlewnię rzeki Kongo.

## Taksonomia
Gatunek ten opisany został po raz pierwszy w 1917 roku przez Luciena Berlanda na łamach „Bulletin du Muséum National d'Histoire Naturelle de Paris”. Jako lokalizację typową wskazano Landanę w Angoli. Epitet gatunkowy nadano na cześć Eugène’a Simona.
W 1920 roku Embrik Strand opisał trzy gatunki: Pterinochilides obenbergeri i Pterinochilus occidentalis z DR Konga oraz Pterinochilus mutus z Konga. Pierwsze dwa zsynonimizowane zostały z omawianym taksonem przez Raymonda F. Laurenta w 1946 roku, a ostatni zsynonimizowany z nim został w 2002 roku przez Richarda C. Gallona.

## Morfologia
Samce osiągają od 28 do 38,5 mm długości ciała przy prosomie długości od 11 do 17,3 mm i szerokości od 9 do 15,8 mm. Samice natomiast osiągają od 21,9 do 39 mm długości ciała przy prosomie długości od 11,1 do 14,7 mm i szerokości od 9,4 do 12,2 mm.
Karapaks jest niski, o głębokiej, poprzecznej jamce, ubarwiony jasnożółto, u samca wełniście owłosiony. Kasztanowobrązowe szczękoczułki mają po od 8 do 12 zębów na przednich krawędziach bruzdy. Na tylno-bocznej powierzchni szczękoczułka leży mała skopula ze szczecinek pierzastych o funkcji strydulacyjnej, współpracująca ze skopulą podobnych szczecinek na przednio-bocznej powierzchni krętarza nogogłaszczka, podzieloną podłużnym szeregiem usztywnionych szczecin. Sternum jest ciemnobrązowe i ma trzy pary owalnych, przykrawędziowo umieszczonych sigilla. Nogogłaszczki i odnóża są kasztanowobrązowe z jaśniejszymi przepaskami na stawach, bladożółtymi wierzchami krętarzy oraz ciemniejszymi spodami bioder. Wszystkie pary stóp oraz nadstopia pary od pierwszej do trzeciej mają pełne skopule, natomiast na nadstopiach pary ostatniej skopule podzielone są wzdłużnym pasmem usztywnionych szczecinek. U samca goleń odnóża pierwszej pary ma hak zbudowany z długiej, prawie walcowatej apofizy prowentralnej dystalnej, zaopatrzonej w krótki, silnie zakrzywiony i dobrzusznie sterczący kolec.
Opistosoma (odwłok) samicy ma na wierzchu wyraźny wzór z ciemnych pasków i kropek. U samca wzór jest niewyraźny, a w tyle występują zagęszczenia rudych szczecin. Spód opistosomy u obu płci jest ciemnobrązowy z jaśniejszymi pokrywami płuc książkowych i skutum epigastrycznym. To ostatnie ma na tylnej krawędzi szereg długich, zakrzywionych, jednakowego rozmiaru szczecinek.
Nogogłaszczki dysponują gruszkowatym bulbusem o równomiernie zakrzywionym, zaostrzonym na szczycie, pozbawionym kilów embolusie. Genitalia samicy zawierają jedną parę spermatek, każda o wydłużonym korpusie i pojedynczym płacie końcowym.

## Ekologia i występowanie
Pająk rozmieszczony od poziomu morza do wysokości 500 m n.p.m., a według jednego niepewnego doniesienia dochodzący do rzędnych 1000 m n.p.m.
Ptasznik afrotropikalny, rozmieszczony w zlewni rzeki Kongo, podawany z Angoli i DR Konga. 